# MHC de Westerduiven
MHC de Westerduiven is een hockeyvereniging uit Duiven. De club speelt met haar standaardteams in de 3e klasse van de KNHB. Het ledenaantal is 555 (januari 2019) en zij beschikt over 2,5 velden. In het seizoen 2015 - 2016 speelt de club met 41 teams in de competitie, verdeeld over twee Damesteam, twee Herenteams, drie Veteranenteams, tien jongensteams en 23 meisjesteams. Dankzij promotie spelen de standaardteams in seizoen 2016-2017 allebei in de 3e klasse.

## Historie
Door een aantal mensen uit Westervoort is begin jaren 90 gestart met de oprichting van een hockeyclub voor de gemeenten Westervoort en Duiven. Na veel omzwervingen is de club via Westervoort en Velp in Duiven terechtgekomen waar ze sinds 1998 op het sportcomplex Horsterpark speelt. Naast de beide gemeenten, die het 1e veld hebben betaald, is er een anonieme sponsor geweest die in 1997 250.000 gulden aan de vereniging heeft geschonken. Hiervan is het clubhuis gebouwd.
In 2006 is het 2e veld aangelegd wat deels door de gemeenten is betaald en deels uit eigen middelen is gefinancierd. In maart 2010 heeft de gemeenteraad van Duiven besloten middelen beschikbaar te stellen die het mogelijk maken om in 2010 een derde (halve) veld aan te leggen en het clubhuis uit te breiden. Het (halve) 3e veld is in maart 2011 in gebruik genomen, het verbouwde clubhuis is in augustus 2011 geopend.

### Clublogo
Bij de oprichting is in een prijsvraag bepaald wat het clubtenue en het clublogo moesten zijn. Het clublogo is het kenmerk van de club op al haar uitingen. Vanaf seizoen 2014/2015 wordt er met een nieuw tenue gespeeld, bestaande uit dezelfde kleuren maar met een andere vormgeving. De hele huisstijl is toen opgefrist.

### Kunstwerk

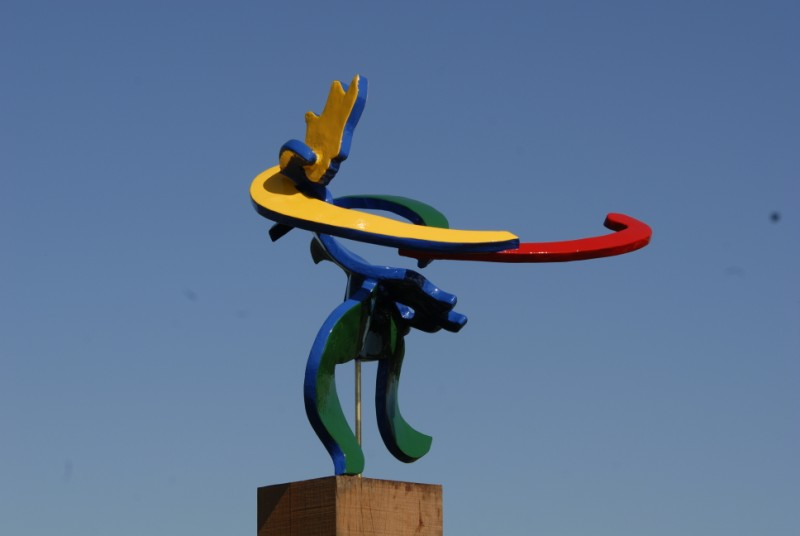
Kunstwerk Westerduiven

Op het complex is in 2008 een kunstwerk van Maarten van der Geest geplaatst. Hoewel officieel zonder titel is de informele naam "Maartje", vrij naar Maartje Paumen, hockeyinternational van Den Bosch Dames 1. Een verkleinde uitvoering in brons wordt jaarlijks uitgereikt aan een persoon of groep die zich voor de vereniging verdienstelijk heeft gemaakt.

### Wereldrecord 2016
Tussen 13 mei 18:30 uur en 15 mei 23:00 uur hebben 2 teams van 16 hockeyers van de Westerduiven een nieuw wereldrecord hockey gevestigd. Gedurende 52,5 uur is er gespeeld tussen twee teams van de club. Het record is door het Guinnes Book of World Records erkend.

## Resultaten en hoogtepunten
- Opening complex 22 juni 1998
- Kampioenschap Heren 1 4e klasse, promotie naar 3e klasse - seizoen 1998-1999
- Strafbalkampioen 2005 Oost-Nederland Olaf Beks, 3e plaats Nationaal kampioenschap
- Strafbalkeeper 2006 Oost-Nederland Niek Sprengers, 2e plaats Nationaal kampioenschap
- Opening veld 2, 2 september 2006. Demo-wedstrijd tegen landskampioen Den Bosch Dames 1
- Opening seizoen 2007-2008. Demo-wedstrijd Westerduiven heren 1 Oranje Zwart Heren 1
- Onthulling kunstwerk t.g.v. 10e verjaardag complex, 30 augustus 2008.
- Strafbalkampioene 2010 Oost-Nederland Meeke van Munster, 7e plaats Nationaal kampioenschap
- Opening uitgebreide clubhuis en veld 3, 25 augustus 2011
- Nederlands kampioenschap Shoot-outs 2011 Thomas Tombergen 2e plaats
- Kampioenschap Veteranen HA overgangsklasse Oost-Nederland, promotie naar veteranen hoofdklasse - seizoen 2012-2013
- Veld 1 vervangen door semi-waterveld, 2014
- Wereldrecord "Langste VeldhockeyMarathon", 52,5 uur - 15 mei 2016.
- Kampioenschap Heren 1 4e klasse, promotie naar 3e klasse - seizoen 2015-2016
- Promotie via play-outs van Dames 1 naar 3e klasse - seizoen 2015-2016
- Promotie Dames 1 naar 2e klasse - seizoen 2017-2018.